# José Lobatón

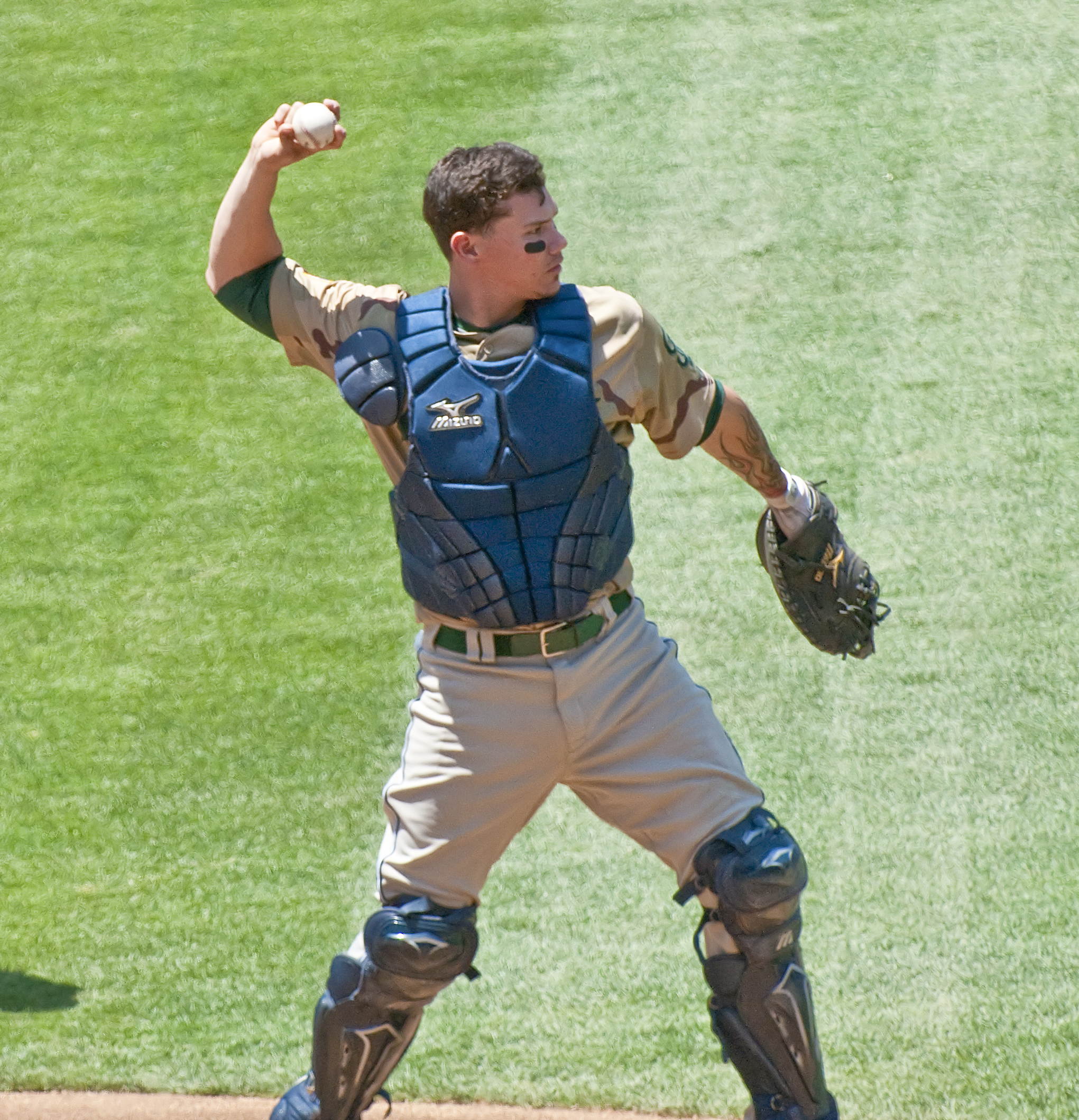
José Lobatón con los San Diego Padres en 2009.

José Manuel Lobatón (Acarigua, Venezuela, 21 de octubre de 1984) es un receptor venezolano de béisbol profesional que juega para los Washington Nationals de las Grandes Ligas y los Leones de Caracas en la LVBP. Anteriormente jugó con los San Diego Padres en 2009 y con los Tampa Bay Rays entre 2011 y 2013.

## Carrera

### Ligas Menores
En 2002 fue firmado por los Padres de San Diego como agente libre, participó en 2003 con los Idaho Falls Padres de la categoría Rookie. Al año siguiente participó con el equipo Clase A (temporada corta) Eugene Emeralds, y en 2005 fue promovido a Clase A con los Fort Wayne Wizards. Entre 2006 y 2008 Lobatón participó en la Clase A Avanzada y Clase AA con los Lake Elsinore Storm y San Antonio Missions, respectivamente.
Debutó en el béisbol profesional venezolano con los Leones el 13 de octubre de 2007, su única participación durante la temporada 2007-2008. En la siguiente zafra Lobatón participó en más juegos y se convirtió al final de esa temporada en receptor titular.
A inicios de 2008 Lobatón fue invitado a los campos de entrenamiento de los Padres de San Diego en Grandes Ligas.

### San Diego Padres
Lobatón debutó en Grandes Ligas el 5 de julio de 2009 frente a Los Angeles Dodgers. Sólo participó en 7 juegos, registrando promedio de bateo de .176 en 17 turnos al bate. El 28 de julio fue designado para asignación.

### Tampa Bay Rays
Dos días después de ser designado, Lobatón fue reclamado por los Tampa Bay Rays y reportado a los Montgomery Biscuits de Clase AA. En 2011 fue llamado por los Rays, y culminó la temporada con .118 de promedio al bate (cuatro hits en 34 turnos).
El 25 de julio de 2012, Lobatón conectó su primer jonrón en Grandes Ligas, ante los Baltimore Orioles.
En 2013, durante una serie de tres juegos frente a los Toronto Blue Jays, del 16 al 18 de agosto, Lobatón conectó un triple ganador y un jonrón ganador, convirtiéndose en el primer receptor en hacerlo desde Wally Schang en 1917 y el cuarto jugador desde 2002. En el tercer juego de la Serie Divisional de la Liga Americana de 2013, Lobatón conectó un jonrón ganador al cerrador de los Boston Red Sox, Koji Uehara, convirtiéndose en el único jugador de los Rays en batear un jonrón ganador en postemporada y el primero en conectar un jonrón al Rays Touch Tank del Tropicana Field.

### Washington Nationals
El 13 de febrero de 2014, Lobatón fue transferido a los Washington Nationals junto a Felipe Rivero y Drew Vettleson, a cambio de Nathan Karns.